# Igor Bour
Igor Bour (n. 18 decembrie 1984) este un halterofil din Republica Moldova. El a câștigat medalia de aur la Campionatele Europene din 2007 de la Strasbourg la categoria – 56 kg, învingându-i pe Vitali Dzerbianiou (locul 2) și Igor Grabucea.
Igor Bour a fost desemnat sportivul anului 2007 în Republica Moldova de către Asociația Presei Sportive din Moldova.